# SN 1994D
Supernova 1994D je bila supernova tipa Ia na obrobju lečaste galaksije NGC 4526 v ozvezdju Device. 7. marca 1994 so jo odkrili Treffers, Filippenko, van Dyk in Richmond s pomočjo samodejnega 762 mm (30 palčnega) daljnogleda na Luschnerjevem observatoriju v Lafayetti, Kalifornija. Njena oddaljenost je 50 milijonov svetlobnih let od Sonca.